# TIGR

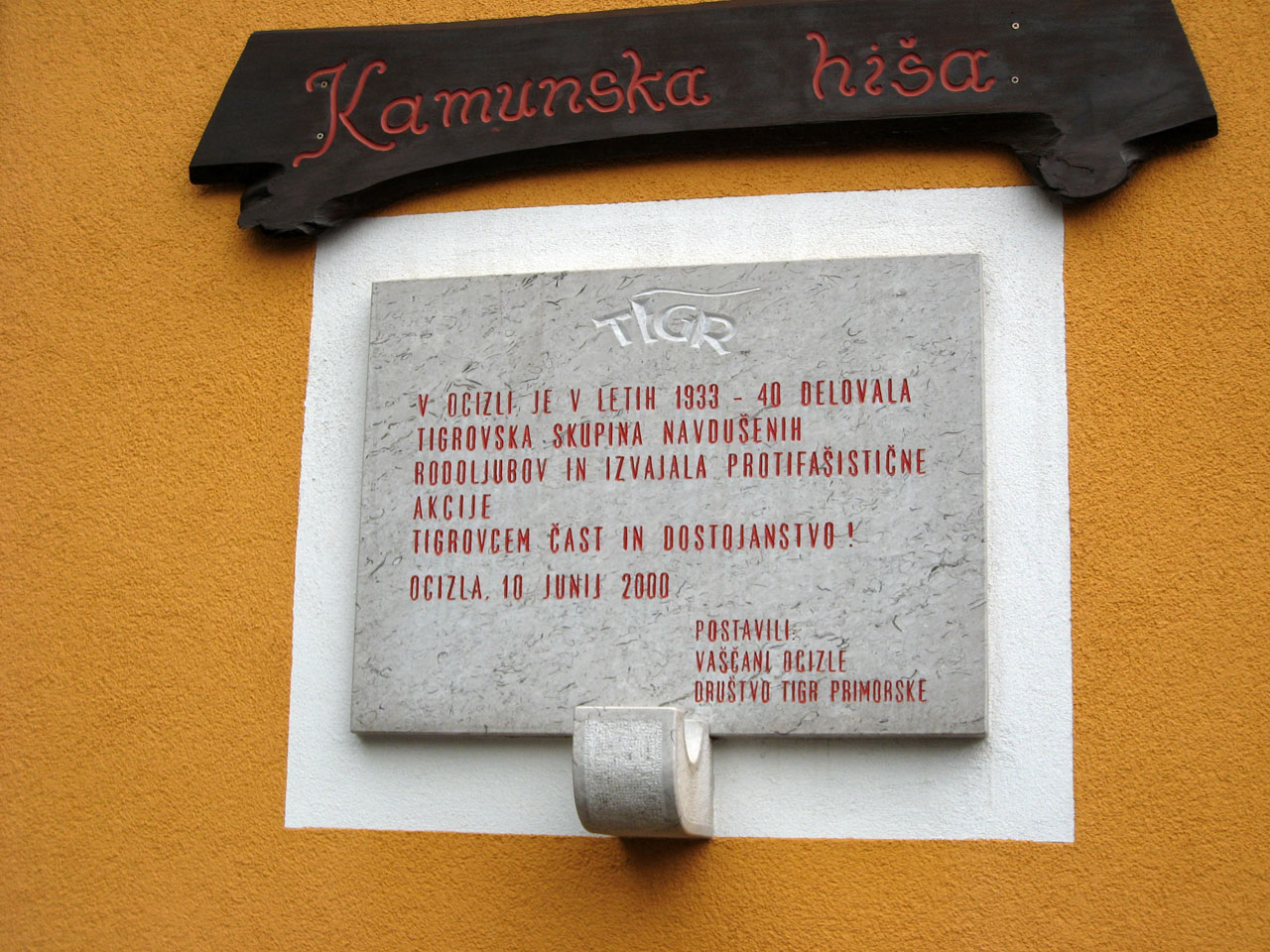
Gedenkplaat

TIGR was de eerste illegale gewapende verzetsorganisatie tegen het fascisme in Europa. TIGR stond voor: Triëst (Trst), Istrië (Istra), Gorizia (Gorica) en Rijeka. Bovendien betekent "tigr" in het Sloveens "tijger"; de organisatie moest dus de kracht en trots van dit dier verbeelden. De organisatie werd op 28 december 1924 in Triëst opgericht. Zij was ontstaan vanuit de politiek gematigde vereniging Edinost en Sloveense studentenorganisaties in Triëst. Het beschikte over circa 200 cellen op het in 1918 door Italië bezette en vanaf 1921 ingelijfde Oostenrijks-Hongaarse grondgebied (zie verdragen van 1920 en 1924). Elke cel bestond uit drie personen, die militaire dienst zouden moeten hebben gedaan.

## Achtergrond
Na de bezetting van de voornamelijk door Slovenen en Kroaten bewoonde gebieden van Oostenrijk-Hongarije door Italië in 1918, werden deze gebieden tussen 1920 en 1924 bij verdrag gelegaliseerd. Hierop volgde een repressie van de niet-Italiaanse bevolkingsgroepen, aanvankelijk uitgevoerd door de zwarthemden, fascistische knokploegen. Zo werd in 1918 de Sloveense bisschop van Triëst Andrej Karlin door deze knokploegen verdreven en vond in 1920 de brandaanslag op de Narodni Dom plaats. Vanaf 1922 wordt het fascisme geleidelijk geïnstitutionaliseerd wat gepaard ging met beperkende maatregelen:
- Afschaffing van de persvrijheid
- Oprichting van een Bijzondere Rechtbank voor de Staatsveiligheid
- Sluiting van Sloveense en Kroatische scholen
- Verbod op Sloveense en Kroatische pers en instellingen
- Verbod op het gebruik van de Sloveense en Kroatische taal
- Verplichte italianisering van Sloveense en Kroatische familienamen (ad absurdum: wegbeitelen van "ongewenste" namen uit grafzerken)
- Verdrijving van Slovenen en Kroaten door confiscatie van eigendom. De hiervoor in 1920 opgerichte organisatie werd hervormd in 1931 onder de naam "Ente di rinascata agraria delle Tre Venezie" en leidde tot 7000 etnisch gemotiveerde confiscaties.

Het klimaat werd correct weergegeven door de Sindacati prefessionisti ed artisti della venezia Giulia (verbond van cultureel werkers), dat in 1929 meende: "men dient onophoudelijk te strijden tegen alle onreine talen, alle absurditeiten van een of andere kunst, die niet de onze is, tegen elk dilettantisme, in de naam van de ware schoonheid van de Italiaanse kunst". Het dagblad Il Popolo di Trieste eiste in 1930 een "etnische bonificatie, zoals Kemal Atatürk deed" (zie: Armeense Genocide). In deze omstandigheden ontstond de gedachte dat militant en desnoods gewapend verzet de enige uitweg was.

## 1924-1926
TIGR coördineerde haar acties in de jaren 1925 en 1926 met de pro-Joegoslavische en op een centralistisch Joegoslavië gerichte Orjuna. Deze samenwerking had een ad-hockarakter. De samenwerking werd eind 1926 door TIGR beëindigd, enerzijds omdat de Orjuna te veel op eigen houtje handelde en anderzijds omdat de Orjuna in 1926 in Slovenië en uiteindelijk in 1929 in geheel Joegoslavië verboden werd. Hierdoor had de Orjuna nauwelijks nog mogelijkheden om TIGR te voorzien van hulpmiddelen, logistieke en financiële steun.

## Acties
De acties van TIGR bestonden vooral uit overvallen (met name op spoorwegen) en bomaanslagen (bijvoorbeeld op de opbouw van de geconfisqueerde Narodni Dom). Ook door haar als collaborateurs gebrandmerkte volksgenoten werden sporadisch slachtoffer van aanslagen. Het aantal collaborateurs was overigens gering, volgens de Italiaanse prefectuur waren in 1927 slechts 150 Slovenen ingetreden bij de fascistische MVSN ("Milizia volontaria per la sicurezza nazionale").
In 1930 voerde het een moordaanslag uit op de redacteur van Il Popolo di Trieste. In 1938 plande TIGR een moordaanslag op Benito Mussolini in Kobarid, maar voerde deze op het laatste moment niet uit omdat het aantal burgerslachtoffers te groot zou zijn. Uit het binnenland van Italië toegereisde leraren, die de Sloveense onderwijzers moesten vervangen om zo Italiaanstalig onderwijs veilig te stellen, werden incidenteel ook aangevallen.
TIGR was eveneens actief op het gebied van propaganda. Het gaf het in beginsel elke twee weken illegaal verschijnende blad "Svoboda" (De vrijheid) uit en een boekenreeks. "Svoboda" verscheen zonder onderbreking van 1928 tot 1940. De uitgaven bevatten behalve politieke propaganda met name literaire teksten van de verboden Sloveense schrijvers en dichters (bijvoorbeeld Simon Gregorčič, Srečko Kosovel, Drago Bajc, Oton Župančič en TIGR-lid Ciril Kosmač) en essays over fascisme versus antifascisme.

## 1926-1936
Vanaf december 1926 tot 1936 ging TIGR een zelfstandige weg. Als gevolg van het politieonderzoek naar de moord op de Il Popolo-redacteur in 1930 werd gedeeltelijk ontmanteld. Zestien activisten werden in 1930 terechtgesteld, van wie vier de doodstraf kregen en geëxecuteerd werden in Bassovizza (Bazovica). Vanaf deze tijd nam het aantal oproepen tot geweld duidelijk af en werd meer nadruk gelegd op samenwerking met andere verzetsorganisaties. Via de politieke emigratie in Parijs werd contact gelegd met het in 1929 opgerichte verwante Giustizia e Libertà. Vanaf 1934 viel ook een toenemende afkeer van Joegoslavië te bespeuren; antifascisme werd duidelijker op de voorgrond geplaatst dan de nationale bevrijding en aansluiting bij Joegoslavië. Dit opende waarschijnlijk de mogelijkheid voor de Partito Comunista Italiano om in december 1935 te besluiten met TIGR te gaan samenwerken binnen een te vormen volksfront.

## Na 1936
TIGR werkte vanaf dit moment samen met de Partito Comunista Italiano. Eerst in 1941 werd de organisatiestructuur door de Italiaanse bezetter ontmanteld. Vele leden van TIGR continueerden daarop hun verzetsactiviteiten binnen het Sloveens Bevrijdingsfront.

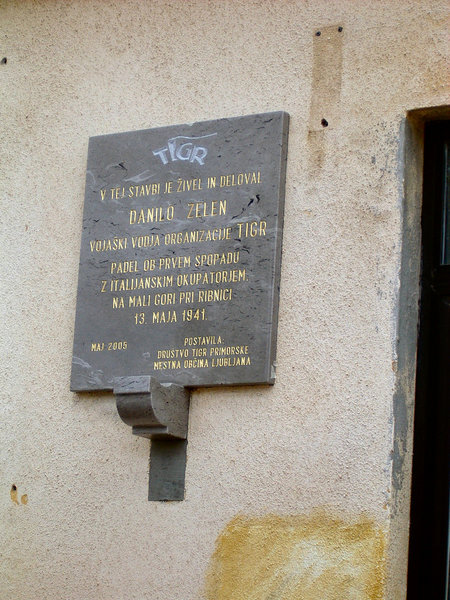
Plaquette ter ere van Danilo Zelen, leider van TIGR. Hij viel 1941 in Mala Gora

## Receptie

### Terrorisme en verzet
In de Italiaanse geschiedschrijving wordt TIGR met regelmaat als een terroristische organisatie omschreven, terwijl de organisatie in Slovenië in de laatste twee decennia vooral als legitieme verzetsorganisatie wordt geëerd. De beoordeling van TIGR moet geplaatst worden in het kader van de Italiaans-Sloveense betrekkingen, die achtereenvolgens via irredentisme, fascisme en de behandeling van de Sloveenstalige minderheid in Friuli-Venezia Giulia steeds problematisch zijn geweest.